# Lanne
Lanne – miejscowość i gmina we Francji, w regionie Oksytania, w departamencie Pireneje Wysokie.
Według danych na rok 1990 gminę zamieszkiwało 448 osób, a gęstość zaludnienia wynosiła 78 osób/km² (wśród 3020 gmin regionu Midi-Pyrénées Lanne plasuje się na 631. miejscu pod względem liczby ludności, natomiast pod względem powierzchni na miejscu 1429.).